# Саксаульный воробей
Саксаульный воробей (лат. Passer ammodendri) — птица семейства воробьиных.

## Внешний вид
Размерами напоминает домового воробья, но отличается окраской головы. У самца вдоль темени тянется широкая чёрная полоса, окаймлённая широкими охристо-рыжими полосами, чёрные также полоса через глаз и горло. Верх тела серовато-бурый с пестринами, низ светлый, песочно-серый. У самки чёрный цвет заменён серым, а общая окраска более тусклая.

## Распространение
Обитает в пустынях и полупустынях Средней и Центральной Азии.

## Образ жизни
На всем пространстве своего гнездового ареала саксаульный воробей связан с древесными и кустарниковыми насаждениями пустынь и полупустынь, чаще на песках и солончаках, обычно с саксауловыми и тополевыми рощами, зарослями тамариска, лоха (Elaeagnus hortensis), тальников и тополей, реже в камышах. Саксаульный воробей живёт большей частью оседло, но иногда кочует внутри своего гнездового ареала и даже изредка попадается за его пределами.
Основная пища саксаульного воробья — семена пустынных растений, прежде всего саксаула. В весеннее время воробьи, кроме того, срывают цветущие сережки тополя. Поедая семена, саксаульный воробей нуждается в питьевой воде и по несколько раз в день летает на водопой. В связи с этим он селится преимущественно неподалёку от неглубоких колодцев, ключей, речных или озерных долин, но в самих долинах и поймах редок.
Гнездо строится обоими членами пары, обычно в дупле старого саксаула или тополя, реже в наружных стенках гнезда крупного хищника, а в виде исключения — в брошенных человеком постройках. В районах, где саксаул в недавнее время частично вырублен (например, в низовьях р. Или), саксаульный воробей начал приспособляться к гнездованию под крышами домов.
В кладке 3—6 яиц, сходных с яйцами домового воробья. Птенцы саксаульного воробья выкармливаются насекомыми и их личинками. Весной и летом взрослые особи тоже употребляют животную пищу — жуков, саранчовых, гусениц бабочек. Корм часто собирается на земле, где саксаульные воробьи копаются у корней деревьев. Насекомых нередко преследуют прыжками или схватывают на лету в воздухе невысоко над землей.
Самцы саксаульного воробья хорошо поют. Песня у них негромкая, но богата коленами и довольно приятна для слуха. Издают также привычное воробьиное чириканье.